# Pikku Kirkasjärvi
Pikku Kirkasjärvi är en sjö i Gällivare kommun i Lappland och ingår i Råneälvens huvudavrinningsområde.